# Time Will Tell
Time Will Tell är The Cigarres första och enda studioalbum, utgivet 28 augusti 2000 på Burning Heart Records.

## Låtlista
All musik är skriven av The Cigarres. All text är skriven av Christer Hermansson förutom "New Day", text Christer Hermansson, Tommy Isaksson och Kent Westerberg
1. "Intro"
2. "Good Over Evil"
3. "We Nah Run"
4. "The Love Within"
5. "Spread the Word"
6. "This Freedom"
7. "The Rest Is Yet to Be Told"
8. "Black River"
9. "Queen of My Life"
10. "Biggest Reward"
11. "Memories"
12. "Bashment"
13. "Sunrise"
14. "New Day" (feat. Cosm.i.c. & Kekke Kulcha)

## Personal
- Atte Czernicki - trummor
- Benjamin Edh - slagverk
- Björn Engelmann - mastering
- Christer Hermansson - sång, gitarr
- Gustav Horneman - orgel, piano, keyboards, blåsarrangemang (2, 4-13), mixning (2-13)
- Helén Wennmyr - bakgrundssång
- Henrik Sjöstedt - bas, formgivning, foto
- Hjalmar Tuisku - blåsarrangemang (9-10, 13)
- Jonas Filling - saxofon, blåsarrangemang (7-8), 10-12)
- Kekke Kulcha - sång, mixning (14), inspelning (14)
- Lisa Petterson - bakgrundssång
- Mattias Andreasson - bakgrundssång
- Micke Winterqvist - körarrangemang (5)
- Sami Korhonen - gitarr, mixning (2-14), inspelning (2-7, 9-13)
- Tobias Nowén - slagverk
- Vladimir Vargas - mixning (2-13), inspelning (2-13)

## Mottagande
Dagens skiva gav betyget 8/10. Recensenten Peter Dahlgren skrev "Tuffast är dock The Cigarres som band. Vilket sound. Vilket gung. Vilken känsla."

### Fotnoter
1. ↑  ”Time Will Tell”. Discogs.com. http://www.discogs.com/Cigarres-Time-Will-Tell/release/1383378. Läst 23 januari 2012.
2. ↑  ”Jamaica i Västerås”. Dagens skiva. http://dagensskiva.com/2000/09/12/the-cigarres-time-will-tell/. Läst 23 januari 2012.